# Homsz kormányzóság

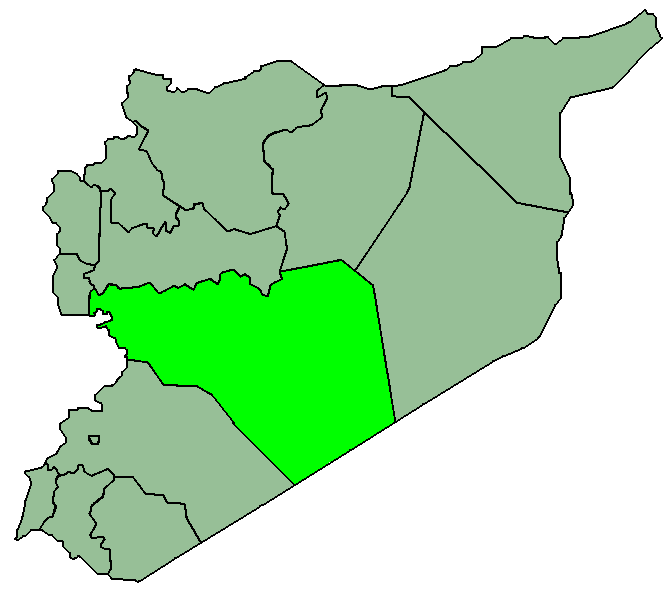
Homsz kormányzóság elhelyezkedése Szírián belül

Homsz kormányzóság (arabul محافظة حمص [Muḥāfaẓat Ḥimṣ]) Szíria tizennégy kormányzóságának egyike. Az ország északi részén fekszik. Északon Hamá kormányzóság, északkeleten er-Rakka kormányzóság, keleten Dajr ez-Zaur kormányzóság, délkeleten Irak, délnyugaton Ríf Dimask kormányzóság, északnyugaton pedig Libanon és Tartúsz kormányzóság határolja. Központja Homsz városa. Területe 42 223 km², népessége pedig a 2004-es népszámlálás adatai szerint 1 529 402 fő.

## Közigazgatási beosztása
Homsz kormányzóság területe hat kerületre (mintaka) – Homsz, el-Kuszajr, el-Muharram, Palmüra, Rasztan, Talkalah – és 23 körzetre (náhija) oszlik.

## Turisztikai látnivalói
A kormányzóságban található Szíria két legismertebb és leglátogatottabb történeti emléke: Palmüra 3. századi romvárosa a Szír-sivatag egy oázisában áll, míg a keresztes háborúk korának egyik legjobb állapotban fennmaradt erődje, a Krak des Chevaliers az Alavita-hegység déli lejtőiről ellenőrzi a Homszi-átjárót. A kevésbé ismert és látványos emlékek közé tartozik az Omajjádok sivatagi palotái közé tartozó nyugati Kaszr al-Hír, illetve a bronzkori Kádes romjait rejtő Tell Nabi Mand és a Katna felett kialakult Tell el-Misrifa.